# Palacio García-Huidobro Fernández
El palacio García-Huidobro Fernández fue un edificio construido en 1881 en la intersección de la Avenida Libertador Bernardo O'Higgins y la calle San Martín en Santiago de Chile. Sirvió como residencia de varias familias aristocráticas de la capital chilena, y entre 1969 y 1970 albergó los estudios de Televisión Nacional de Chile.

## Historia
Se atribuye la construcción del palacio al arquitecto Teodoro Burchard. El palacio fue encargado por Manuel José Yrarrázaval para servir como su residencia —en la cual incluyó una colección de antigüedades y una biblioteca de más de 40 mil volúmenes—, pasando posteriormente a la familia de Vicente García Huidobro y su esposa, María Luisa Fernández. El hall se encontraba decorado con mosaicos italianos.
En el palacio vivió durante su infancia el poeta Vicente Huidobro. En el recinto se desarrolló el 20 de agosto de 1913 un baile al que asistieron altas personalidades de la época. En décadas posteriores el palacio sería arrendado a diversas instituciones, como por ejemplo el Instituto de Publicidad, Mercado y Venta (Ipeve) en los años 1960.

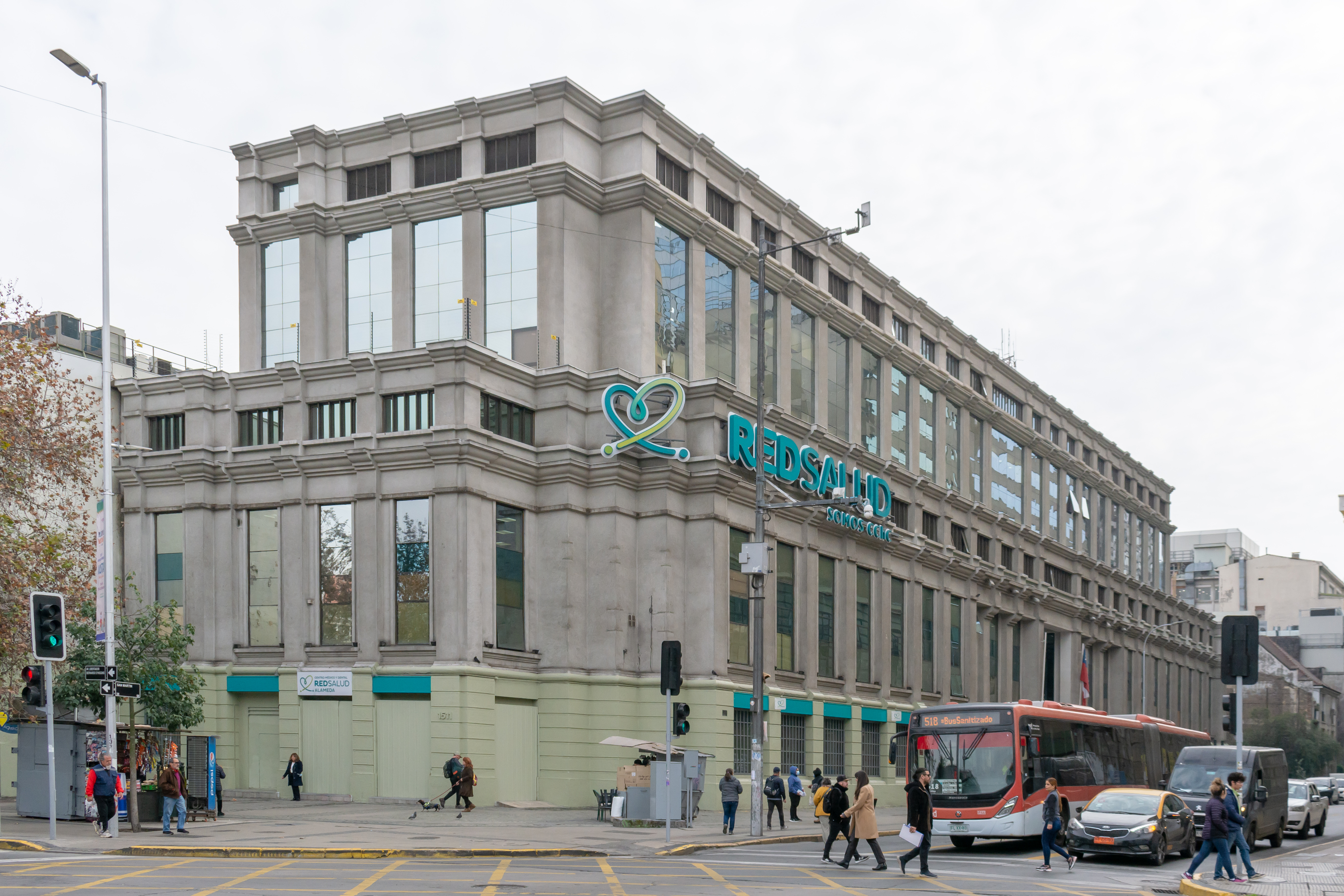
Edificio construido en el sitio que ocupaba el palacio García-Huidobro Fernández

En 1969 el palacio albergó los estudios de Televisión Nacional de Chile, la cual iniciaría sus transmisiones oficialmente el 18 de septiembre de dicho año. El 20 de agosto de 1970 TVN se trasladó a sus nuevos estudios en Bellavista 0990; en los años posteriores el palacio García-Huidobro Fernández fue demolido y posteriormente convertido en estacionamientos hasta que en su lugar fue construido un nuevo edificio ocupado actualmente por Consalud.